# Hotel Kaiserhof (Wuppertal)

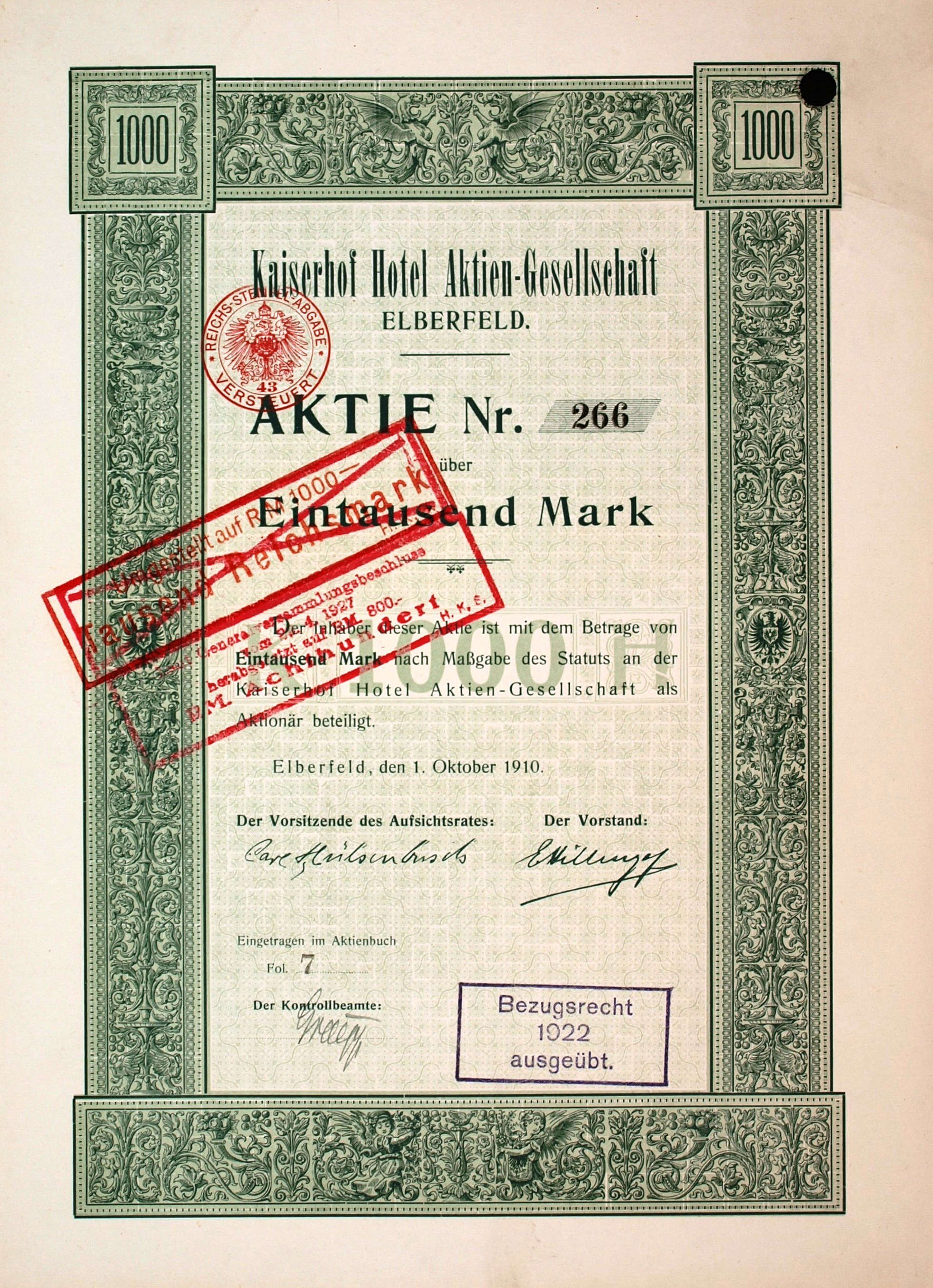
Aktie über 1000 Mark der Kaiserhof Hotel AG vom 1. Oktober 1910

Das Hotel Kaiserhof in Wuppertal gehörte in der ersten Hälfte des 20. Jahrhunderts zu den renommiertesten Hotels in Elberfeld. Seit 2020 führt es offiziell den Namen Fleming’s Express Wuppertal.

## Geschichte

### Erster Bau

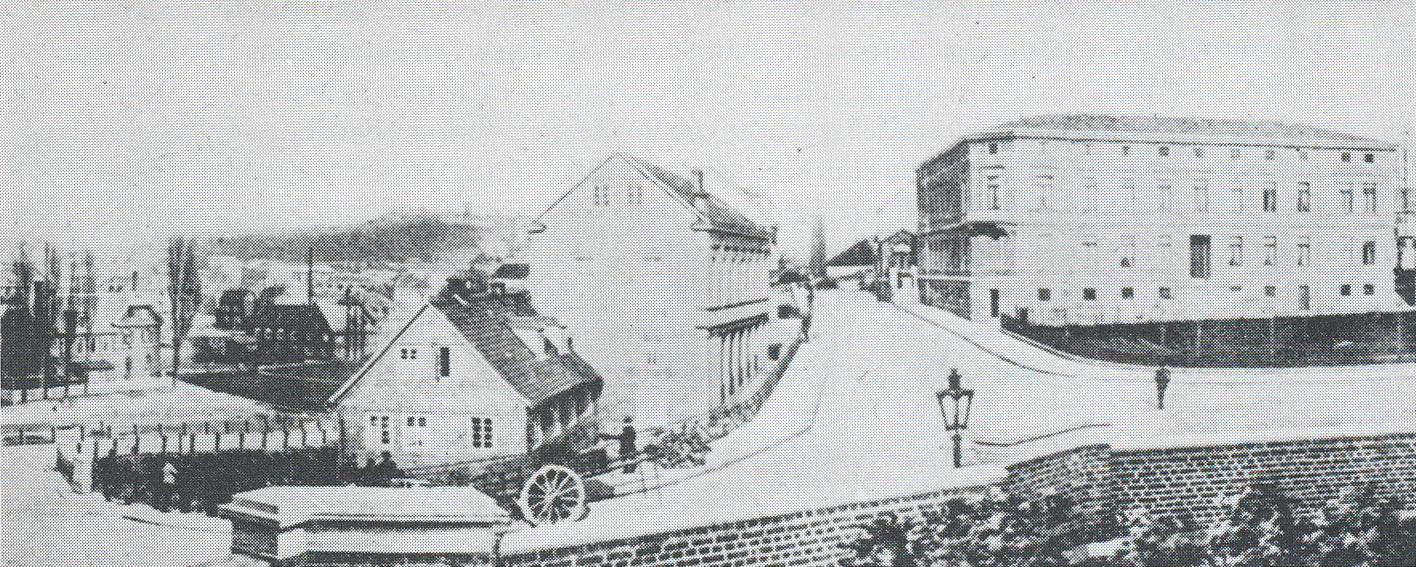
Hotel Kaiserhof (erster Bau), rechte Bildhälfte

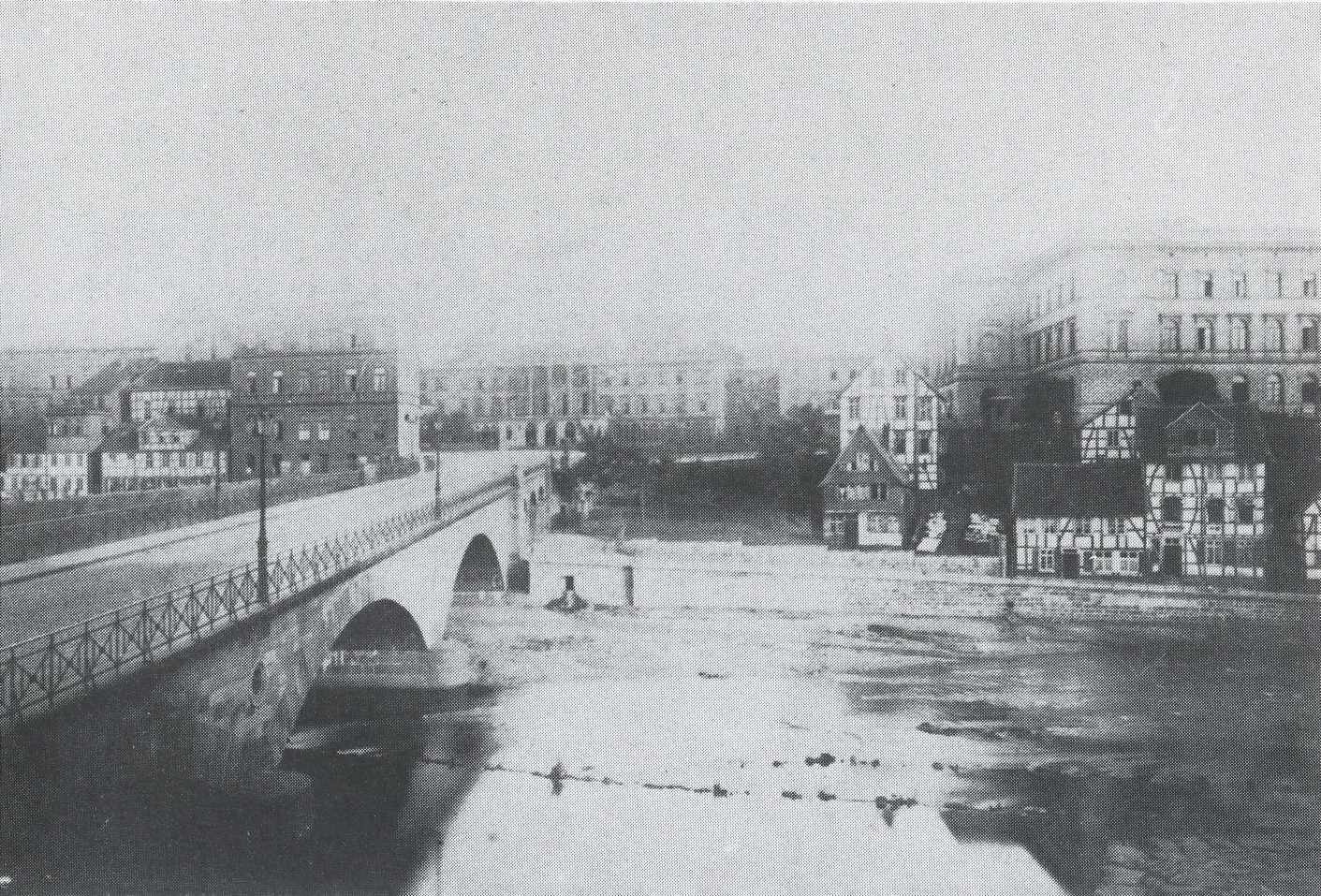
Hotel Kaiserhof (erster Bau), links am Ende der Döppersberger Brücke

Vom ersten, dem vor 1870 entstandenen Bau ist nicht viel überliefert. Dieser dreigeschossige Bau mit Mezzaningeschoss und flachem Walmdach stand östlich am Ende der Döppersberger Brücke vor dem 1848 errichteten Bahnhof Elberfeld-Döppersberg (heute Hauptbahnhof Wuppertal). 
Die nordwärts zum Stadtzentrum Elberfeld gerichtete Seite war sechsachsig, die Schauseite zum Bahnhofsvorplatz hin war zehnachsig ausgeführt. Eine weitere Achse war in der nordwestlichen Gebäudeecke, die im 45-Grad-Winkel beschnitten war.
Dieser Bau wurde 1912 niedergelegt und durch den zweiten Bau ersetzt.

### Zweiter Bau

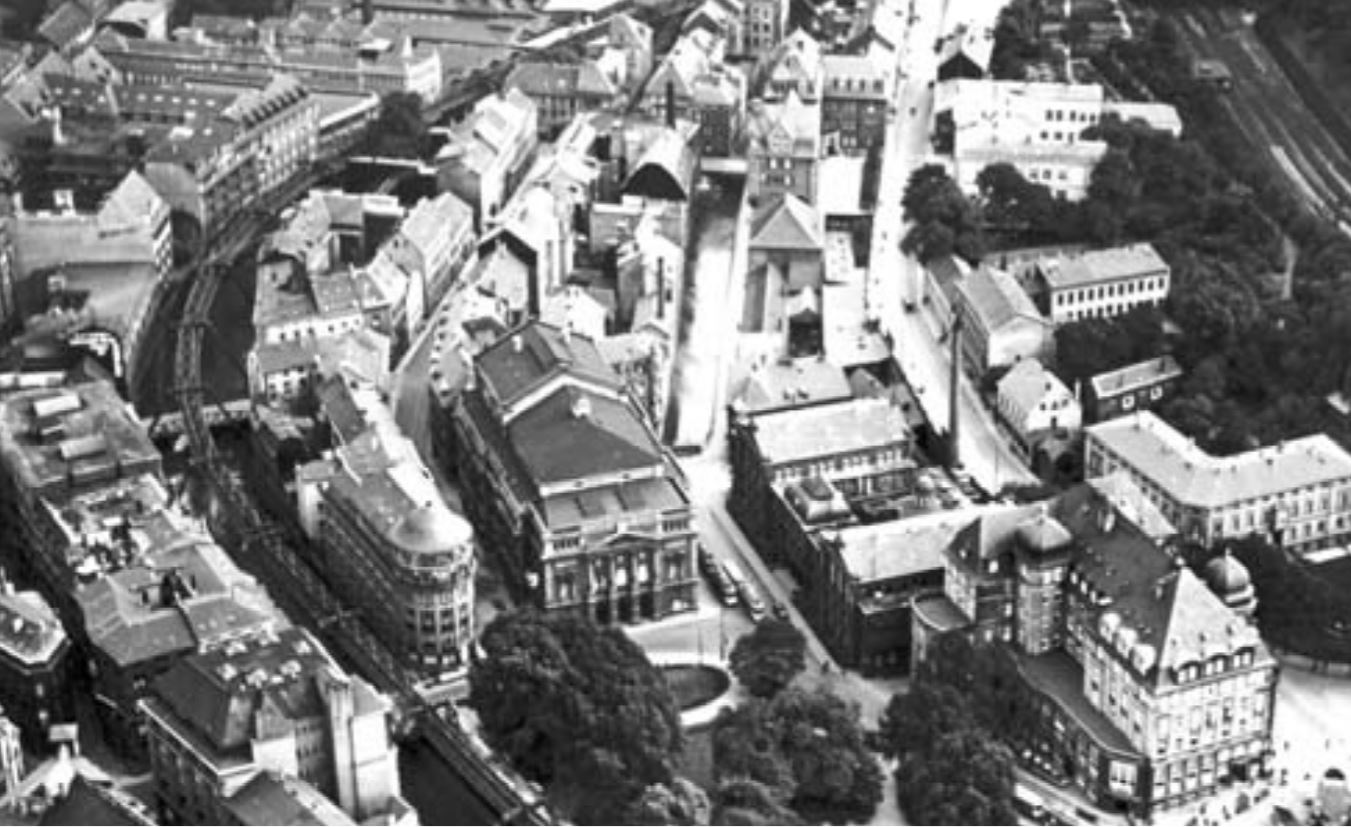
Hotel Kaiserhof (zweiter Bau), rechte untere Bildhälfte

Der repräsentative zweite Bau wurde 1911–1912 nach Entwurf der Kölner Architektensozietät Helbig & Klöckner errichtet. Gebaut wurde es von der Berliner Bauunternehmung Boswau & Knauer, die auch das Thalia-Theater ausgeführt hatte. Der Hotelkomplex lag unmittelbar am Bahnhofsvorplatz des Elberfelder Hauptbahnhofes („Bahnhof Döppersberg“), schräg gegenüber dem Verwaltungsgebäude der Eisenbahndirektion Elberfeld im Norden und dem Hotel Europäischer Hof im Süden (das nach dem Krieg nicht wieder aufgebaut wurde), und hatte die Postanschrift Döppersberg 70–82. Die Architektur mit einer barock geschwungenen Turmhaube nahm Bezug auf die Bergische Bauweise. Die Fassade bestand aus Tuffstein. Die Fenstergewände, Portalrahmungen und andere Elemente waren in Muschelkalkstein ausgeführt.
Zum Süden hin lag der Brausenwerther Platz, auf dem bis 1937 das Kaiser-Wilhelm-Denkmal stand. Dann wurde der Platz aus verkehrstechnischen Gründen ausgebaut.
Dieser Bau wurde 1943 bei dem Luftangriff auf Elberfeld schwer beschädigt, in der Folge wurde wiederaufgebaut und am 7. August 1948 provisorisch wiedereröffnet. Überdacht wurde das Gebäude, wie viele kriegsgeschädigte Häuser im Tal, nur mit einem Notdach. Auch die Fassade wurde vereinfacht aufgebaut und nicht in der ursprünglichen Form rekonstruiert.

### Dritter Bau

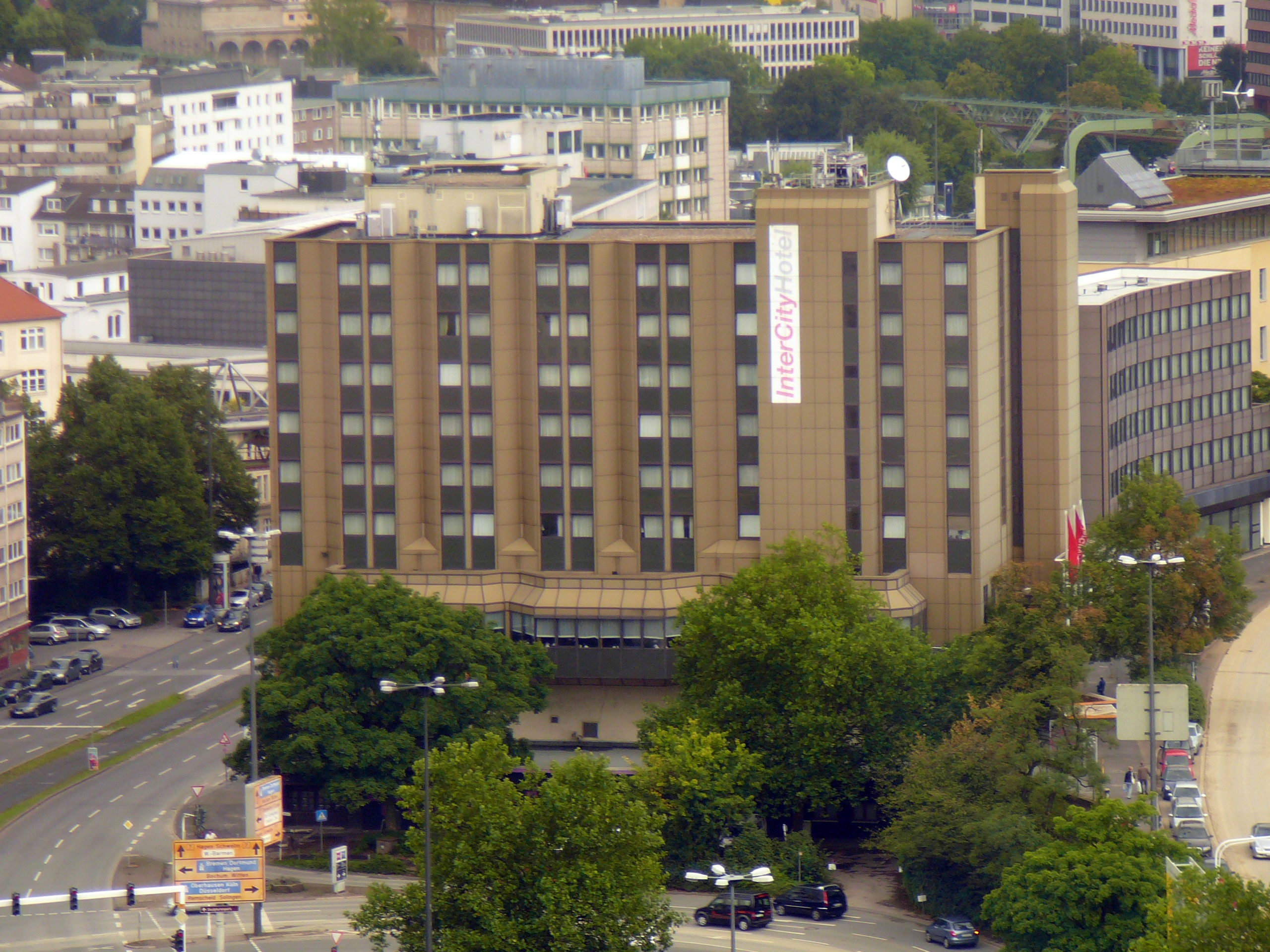
Das InterCityHotel

Die Bundesstraße 7 wurde als Wuppertaler Verkehrsachse ausgebaut, mit dem Döppersberg als Verkehrsknotenpunkt. Hiefür musste 1960 das Hotel Kaiserhof durch Sprengung weichen. Ein Neubau entstand rund 100 Meter weiter östlich und wurde 1961 eröffnet.
Der Kaiserhof trug ab 1995 offiziell den Namen InterCityHotel, trotzdem wurde das Gebäude umgangssprachlich immer noch Kaiserhof genannt. Seitlich an der Fassade des Hotels ist seit Oktober 1982 das Kaiser-Wilhelm-II.-Reiterbildnis als Hochrelief aus Bronze angebracht.

### Projektierter vierter Bau
Der Verkehrsknotenpunkt Döppersberg wurde seit 2009 komplett umgestaltet. In der Anfangszeit des Projektes existierten Planungen, nach denen der Kaiserhof niedergelegt werden und als glasverkleidetes Hochhaus mit 20 Etagen neu errichtet werden sollte. Der Neubau wäre das höchste Gebäude der Stadt geworden, das Projekt wurde aber nicht weiter verfolgt.

### Fleming’s Express
25 Jahre lang firmierte der ehemalige Kaiserhof am Döppersberg als „Intercity Hotel“. Nach umfassender Renovierung eröffnete Wuppertals größtes Hotel im Januar 2020 unter dem Namen „Fleming’s Express“. 2023 erfolgte die Umbenennung in „Flemings Hotel Wuppertal-Central“.